# Jean-André-Tiburce Sébastiani

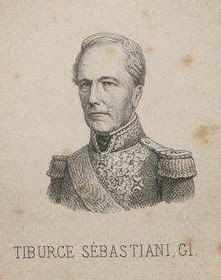
Jean-André-Tiburce Sébastiani

Jean-André-Tiburce Sébastiani (* 21. März 1786 in La Porta (Département Haute-Corse); † 16. September 1871 in Bastia (Département Haute-Corse)) war ein französischer General und der Bruder des Marschalls Horace-François-Bastien Sébastiani de La Porta.
Er trat 1806 in die Armee ein und diente von 1809 bis 1811 auf der iberischen Halbinsel und nahm an den großen Feldzügen in Russland, Deutschland, Frankreich und Belgien teil.
Danach diente er unter General Maison im Griechischen Unabhängigkeitskrieg. 1842, mittlerweile Lieutenant-général und Pair von Frankreich, erhielt er das Kommando über die Militärdivision von Paris. Aber er erwies sich als unfähig, mit der Revolution von 1848 zurechtzukommen, und verbrachte den Rest seines Lebens im Ruhestand auf Korsika.